# Piercing (film)
Piercing è un film del 2018 diretto da Nicolas Pesce. La pellicola statunitense vede come protagonisti Christopher Abbott, Mia Wasikowska e Laia Costa ed è basata sul romanzo omonimo scritto da Ryū Murakami e adattato dal regista Nicolas Pesce.

## Trama
Reed è fermo, in piedi, sopra la sua bambina con un rompighiaccio in mano. Sua moglie dorme dall'altra parte della stanza, senza rendersi conto di quanto accade. Reed non intende uccidere la figlia, si sta solamente esercitando per un futuro omicidio.
Reed decide quindi di partire, convincendo la moglie che deve allontanarsi per un viaggio d'affari, ma in realtà affitta una stanza d'albergo, invitando una prostituta, con l'intenzione di ucciderla con il rompighiaccio, farla a pezzi e far sparire il cadavere. Reed si prepara, provando le frasi che dirà alla ragazza. Nella stanza d'albergo, però, Reed viene avvertito da chi gli ha procurato l'appuntamento che, al posto della ragazza che lui aspetta, arriverà una sostituta.
Jackie viene svegliata dalla telefonata di chi organizza gli appuntamenti delle escort per dirle di andare all'appuntamento portando con sé tutta l'attrezzatura fetish per giochi erotici sadomasochisti. Giunta in albergo inizia a masturbarsi davanti a Reed, ma in seguito alla sua reazione, si chiude in bagno dove si ferisce alla coscia destra con una forbice.
Reed la porta in ospedale da dove, una volta curata, Jackie lo porta nel proprio appartamento. Qui, intuendo le vere intenzioni di Reed, gli chiede di mangiare qualcosa prima di cominciare e così facendo gli somministra un sedativo che gli procurano inizialmente delle allucinazioni. Jackie lo colpisce più volte con un apriscatole, ferendolo. Tra i due inizia così un gioco perverso, che porta Reed a legare Jackie, ma prima di riuscire a raggiungere il proprio rompighiaccio, sviene.
Fattosi giorno Reed rinviene, mentre Jackie, in vestaglia, si perfora il capezzolo sinistro con un ago, inserendo poi una barbell, giustificando a Reed che lo fa per avere un suo ricordo. Quindi afferra il rompigiaccio di Reed con l'intenzione di pugnalarlo, ma lui la ferma chiedendo prima di cominciare di mangiare qualcosa.

## Produzione
Nel febbraio del 2017 viene annunciato che Christopher Abbott, Mia Wasikowska, Maria Dizzia, Marin Ireland e Wendell Pierce sarebbero entrati a far parte del cast del film che Nicolas Pesce avrebbe diretto, dopo averne scritto la sceneggiatura, basata sul romanzo omonimo di Ryū Murakami. Josh Mond, Antonio Campos, Schuyler Weiss e Jacob Wasserman avrebbero prodotti il film, mentre Sean Durkin, Max Born, Avi Stern, Emilie Georges, Naima Abed, Al Di, Phil Hoelting avrebbero prestato il loro contributo come produttori esecutivi rispettivamente per le compagnie Boderline Films, Memento Films, Paradise City e YL Pictures banners. La produzione si conclude lo stesso mese.
L'attrice Mia Waikowska, che nel film interpreta la parte della protagonista, Jackie, viene inizialmente scritturata per interpretare la moglie del co-protagonista, Christopher Abbott, ma l'attrice destinata a interpretare Jackie, all'ultimo momento si tira indietro e così la produzione propone alla Waikowska di prenderne il posto. L'attrice afferma di aver avuto solamente 24 ore per pensarci su e di aver deciso rapidamente perché ha pensato "OK, questo è un grande ruolo. Non avrei potuto dire di no.". La scena finale in cui la protagonista si fora il capezzolo sinistro, a quanto sembra non sarebbe stata simulata, ma eseguita realmente tramite la perforazione di un capezzolo con un ago, seppure eseguita da una controfigura dell'attrice.

## Colonna sonora
La colonna sonora del film è costituita in maggioranza da brani musicali tratti dalle colonne sonore di film italiani di genere thrilling prevalentemente degli anni settanta, quali: Profondo rosso dei Goblin; Tentacoli di Stelvio Cipriani; La dama rossa uccide sette volte di Bruno Nicolai; Camille 2000 di Piero Piccioni; Tenebre di Claudio Simonetti, Fabio Pignatelli e Massimo Morante.

## Distribuzione
Il film è stato proiettato in anteprima mondiale al Sundance in data 20 gennaio 2018 ed è stato distribuito nei cinema statunitensi a partire dal 1º febbraio 2019 dalla Universal Pictures, che ne ha acquisito i diritti di distribuzione nel maggio 2018.

## Accoglienza

### Incassi
Il film ha incassato 149211 $.

### Critica
Il film ha ricevuto genericamente recensioni positive da parte della critica, lodando l'interpretazione di Abott e della Wasikowsa e il valore della produzione.
Il film ha ricevuto il 72% di gradimento nell'aggregatore Rotten Tomatoes, basato su 88 recensioni, con una valutazione media di 6.29/10. Il consenso critico afferma: "Elegante con una vena sadica, Piercing unisce avvincenti interpretazioni da protagonisti a una trama macabra che offre emozioni imprevedibili". Su Metacritic il film ha ottenuto un punteggio medio ponderato di 63 su 100, basato su 23 critiche, il che indica "critiche generalmente favorevoli".